# Diversidad sexual en Haití
Las personas del colectivo LGBT+ en Haití se enfrentan a ciertos desafíos legales y sociales no experimentados por otros residentes. Las relaciones sexuales consensuales entre personas del mismo sexo fueron despenalizadas con la entrada en vigencia del Código Penal francés de 1791, cuando el territorio de Haití aún formaba parte de Francia. Sin embargo, la diversidad sexual aun es un tema tabú en la sociedad haitiana, la cual es mayormente conservadora, por lo tanto, aun persiste la violencia, la discriminación y la persecución de las personas LGBT+ en el país.

## Legislación y derechos
La edad de consentimiento sexual en Haití es de 18 años, sin importar la orientación sexual.

### Reconocimiento de las parejas del mismo sexo
No existe ningún tipo de reconocimiento hacia las parejas conformadas por personas del mismo sexo en forma de matrimonio o de unión civil en Haití, por ende, el Estado haitiano no reconoce a la familia homoparental. En Haití no están prohibidas constitucionalmente las uniones civiles o el matrimonio entre personas del mismo sexo; sin embargo, es improbable que se apruebe un proyecto de ley en los próximos años que pueda permitir que las parejas del mismo sexo tengan el mismo derecho que las parejas heterosexuales a acceder a las uniones civiles o al matrimonio.
En agosto de 2017, fue aprobado un proyecto de ley para encarcelar a las parejas del mismo sexo que se casaran durante tres años, con una multa de 8000 dólares, sin embargo, nunca se convirtió en ley.

### Leyes y medidas antidiscriminación
Haití no cuenta con leyes que prohíban de forma amplia la discriminación por motivos de orientación sexual o identidad y expresión de género en áreas como en el acceso a la educación, los servicios de salud, el acceso a la justicia, la vivienda o el acceso a lugares y/o establecimientos tanto públicos o privados, entre otros.
Sin embargo, existen disposiciones legales emitidas por el gobierno que mencionan explícitamente la orientación sexual como una categoría protegida contra la discriminación en el empleo:
- Manual de Políticas, Normas y Procedimientos de Gestión de Recursos Humanos (2014), emitido por la Oficina de Gestión y Recursos Humanos (OMRH).[7]
- Manual de Inspección Laboral (2017), emitido por la Dirección de Trabajo del Ministerio de Asuntos Sociales y Trabajo de Haití.[8]
- Código de Conducta en el Lugar de Trabajo (2018).[9]
- Código de Ética del Ministerio de Economía y Finanzas (2022).[10]

El 24 de junio de 2020, la presidencia emitió un decreto para promulgar un nuevo Código Penal, el cual entraría en vigor en 24 meses. Varios artículos del nuevo Código Penal prevén un aumento de la pena para delitos específicos si fuesen motivados por la orientación sexual de la víctima. Sin embargo, el 22 de junio de 2022, 2 días antes de entrar en vigor, el Consejo de Ministros pospuso su entrada en vigor por 2 años más, teniendo una fecha estimada para junio de 2024.

### Leyes sobre crímenes de odio e incitación al odio
En la actualidad, el Código Penal haitiano no criminaliza de ninguna forma las amenazas, los crímenes de odio o la incitación al odio si estos fuesen motivados por la orientación sexual o la identidad y expresión de género, de igual forma, tampoco se criminaliza el discurso de odio.

## Condiciones sociales

### Opinión pública
En 2017, el Ministerio de Salud Pública y Población publicó la "Encuesta sobre actitudes de la población adulta sobre el estigma y la discriminación hacia las personas que viven con el VIH y los grupos vulnerables en Haití" en la cual participaron 1089 personas adultas en los diez departamentos geográficos de Haití.
El análisis de los resultados indica que el 90% de la población adulta haitiana rechaza la idea de igualdad de derechos para las minorías sexuales, incluidos homosexuales, lesbianas y personas transgénero. Sólo el 5% de la población adulta dice apoyar la igualdad de derechos. Una gran parte de la población adulta no está familiarizada con el concepto de "transgénero o transexual", un 30% de la población dijo que ha conocido a una persona transgénero.
La mayoría de la población adulta no se siente cómoda utilizando los servicios de un médico homosexual hombre (86,4%) y de una médica homosexual mujer (84,4%). Un 84% de los encuestados están de acuerdo en que un profesor homosexual no debería seguir enseñando. El 75% dijo que la ley haitiana debería prohibir la entrada de homosexuales al país. Por último, alrededor del 86% de la población piensa que la ley haitiana debería castigar a dos personas adultas del mismo sexo que tienen relaciones sexuales en privado.

### Violencia contra la comunidad LGBT+
La mayoría de los haitianos tienen fuertes lazos con una religión o denominación que ve negativamente la homosexualidad y el travestismo. Aproximadamente el cincuenta por ciento de la población es católica, y el segundo y tercer grupo religioso principal en Haití, el pentecostalismo y el islam, también tienden a tener opiniones negativas sobre la sexualidad entre personas del mismo sexo y el travestismo.
Como resultado de estas actitudes y puntos de vista, las personas LGBT a menudo sienten la necesidad de ser discretas sobre su orientación sexual o identidad de género por temor a ser objeto de discriminación o acoso. Si bien el gobierno de Haití ha permitido que exista un movimiento por los derechos LGBT, el apoyo público es casi inexistente.
La principal excepción social es el vudú que, como práctica y creencia espiritual, posee poca discriminación contra las personas LGBT.
Más de 1000 personas se reunieron en Puerto Príncipe en julio de 2013 para protestar contra la homosexualidad y una propuesta para legalizar el matrimonio igualitario. La protesta reunió a una mezcla de grupos religiosos, desde protestantes hasta musulmanes, que portaban pancartas contra los homosexuales y coreaban canciones, incluida una en la que amenazaban con incendiar el Parlamento si sus miembros legalizaban el matrimonio entre personas del mismo sexo. La coalición de grupos religiosos dijo que se opone a las leyes de otros países que apoyan el matrimonio igualitario.

### Trato por parte de la policía
Los haitianos LGBT que son víctimas de un delito a menudo no reciben un trato profesional de la policía, que a menudo comparte actitudes y puntos de vista religiosos negativos con respecto a la sexualidad entre personas del mismo sexo y el travestismo.
Se sabe que los miembros de la policía se involucran en actos de acoso y, a través de su comportamiento poco profesional, vuelven a victimizar a las personas LGBT. La justificación del abuso y el acoso de LGBT parece provenir de las actitudes tradicionales sobre el género, así como de las costumbres religiosas. La policía a menudo considera que las personas LGBT no solo son inmorales, sino que violan las reglas "normales" sobre cómo deben vestirse y comportarse los hombres y las mujeres.

## Cultura
Los festivales de cine y las marchas LGBT no ocurren en Haití, y no hay bares ni clubes nocturnos para atender a los clientes LGBT. En su mayor parte, la vida social de las personas LGBT en Haití sigue siendo bastante discreta y, al igual que el resto del país, está dividida por clase económica.
En 2002 se estrenó un documental sobre gays haitianos titulado Of Men and Gods. La película examina la vida de varios hombres haitianos abiertamente homosexuales y la discriminación que enfrentan. Desde entonces, ha habido una cantidad significativa de trabajo académico sobre la cultura LGBT en Haití por parte de Elizabeth McAlister, Erin Durban-Albrecht, Omise'eke Natasha Tinsley, Dasha Chapman y Mario LaMothe. Estos oradores se presentaron en un simposio innovador sobre la cultura LGBT en Haití en la Universidad de Duke en 2015.
Kouraj es un grupo de defensa LGBT haitiano. Su presidente, el activista Charlot Jeudy, fue encontrado muerto el 25 de noviembre de 2019. Los rumores de que fue envenenado no han sido confirmados.